# Proclamación de Felipe VI
La proclamación del rey Felipe VI, que tuvo lugar el jueves 19 de junio de 2014, fue el acto solemne en el que el rey de España prestó juramento ante las Cortes Generales de desempeñar las funciones que la Constitución española de 1978 le atribuye, de guardar y hacer guardar las leyes y de respetar los derechos de los ciudadanos y de las comunidades autónomas españolas.
La ascensión de Felipe VI a la Corona de España tuvo lugar el mismo día, momento en que se hizo efectiva la abdicación de su padre al entrar en vigor la Ley Orgánica 3/2014, de 18 de junio, por la que se hace efectiva la abdicación del rey Juan Carlos I.

## Antecedentes

### Anuncio de la abdicación del rey Juan Carlos I
El lunes, 2 de junio de 2014, el presidente del Gobierno, Mariano Rajoy, compareció ante los medios de comunicación a las 10:30 de la mañana de forma sorpresiva y extraordinaria, para anunciar que el rey Juan Carlos I le acababa de comunicar su voluntad de renunciar al trono y abrir el proceso sucesorio e hizo público el documento en que el rey formalizaba su voluntad de abdicar. Alrededor de la 1 del mediodía, se emitió un mensaje institucional en los medios de comunicación en la que Juan Carlos I anunciaba su decisión y repasó los 39 años de su labor como jefe de Estado. En la alocución puso énfasis en la preparación y madurez de su hijo, Felipe de Borbón, para hacerse cargo de la jefatura del Estado en un momento de transformaciones y renovaciones demandadas por la sociedad.

### Tramitación de la ley orgánica de abdicación

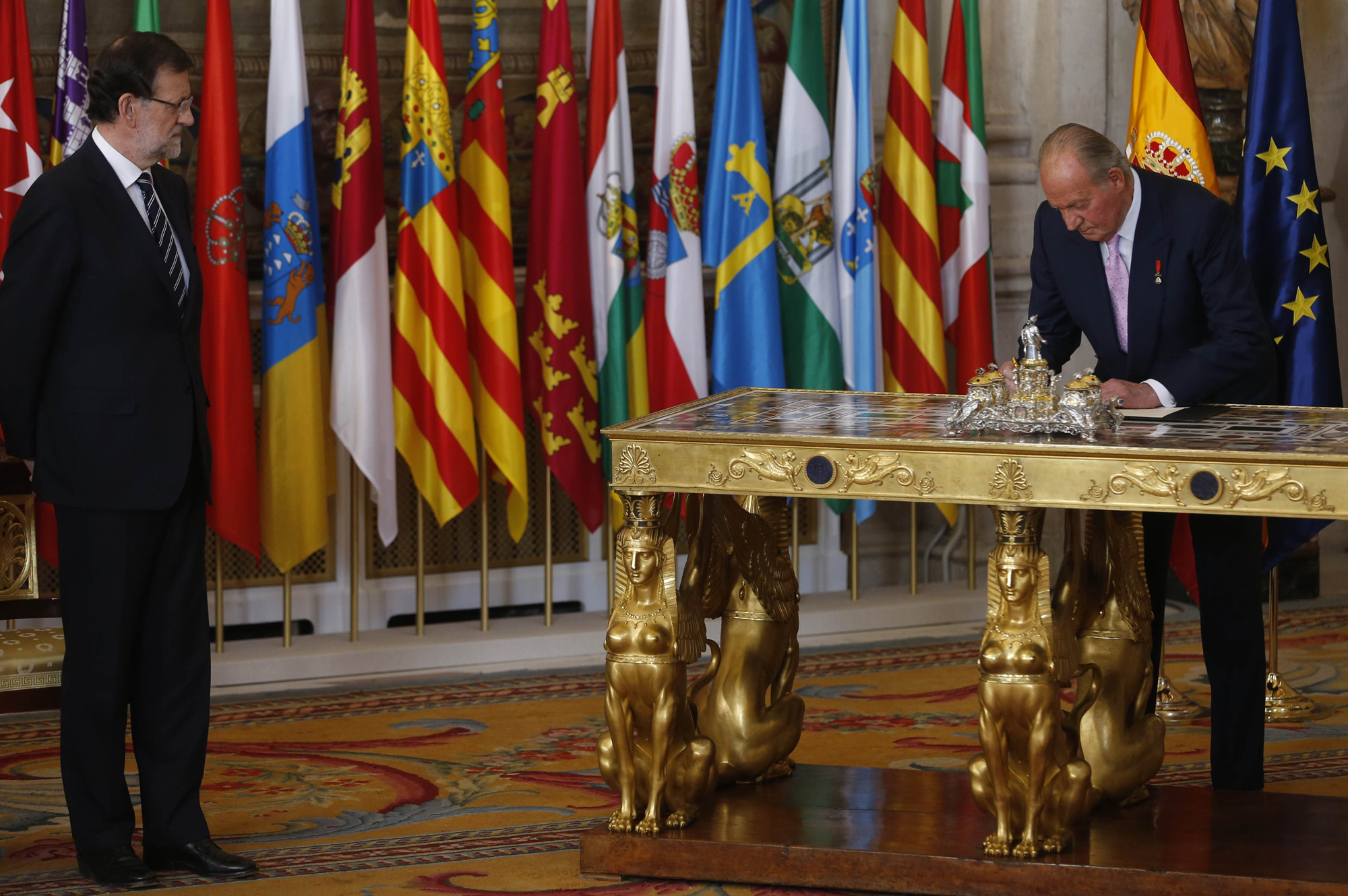
El rey Juan Carlos I, sanciona y promulga la ley orgánica de su abdicación.

El presidente del Gobierno reunió al Consejo de Ministros al día siguiente, 3 de junio, para poner en marcha los mecanismos de sucesión según lo previsto en la Constitución española. En la reunión extraordinaria se aprobó el proyecto de Ley Orgánica por la que se hace efectiva la abdicación del rey Juan Carlos I y se solicitó a las Cortes Generales su debate a través del procedimiento de urgencia. El texto fue remitido al Congreso de los Diputados donde fue aprobado por su Pleno el miércoles, 11 de junio por tramitación directa y de lectura única. Recibió el visto bueno de Senado el martes, 17 de junio también a través de lectura única.
El miércoles, 18 de junio en un acto solemne al Salón de Columnas del Palacio Real de Madrid fue sancionada y promulgada por el rey Juan Carlos la Ley Orgánica que regulaba su abdicación.

### Efectividad de la abdicación
La abdicación de Juan Carlos I a la Corona española se hizo efectiva con la entrada en vigor de la Ley Orgánica el 19 de junio con su publicación al Boletín Oficial del Estado. En este momento, de acuerdo con el artículo 57.1 de la Constitución, la sucesión en el trono siguió el orden de primogenitura y representación, lo que llevó al príncipe de Asturias a suceder a su padre al ser la persona que en el mismo grado de sucesión era el más próximo al rey, y en el mismo grado, era el único varón.

## Actos de la proclamación de Felipe VI
Felipe VI pasó a ser el nuevo rey de España a partir de la entrada en vigor de la Ley Orgánica 3/2014, de 18 de junio, que regula la abdicación del rey Juan Carlos. Los actos de proclamación de Felipe VI como rey de España el jueves 19 de junio de 2014 fueron los siguientes.

### Imposición del fajín de capitán general
En la Sala de Audiencias del Palacio de la Zarzuela, el padre del nuevo rey le impuso el fajín rojo de capitán general de las Fuerzas Armadas a las 9:30 de la mañana. Felipe VI ya vestido con el uniforme conforme a su empleo militar, asumió de este modo el mando supremo del Ejército de Tierra, la Armada y el Ejército del Aire. En el acto estuvieron presentes varios miembros de la Familia Real, familiares del Rey, junto con las altas autoridades de las Fuerzas Armadas como el ministro de Defensa, el jefe del Estado Mayor de la Defensa, los jefes de los Estados Mayores de los tres ejércitos y el director general de la Guardia Civil.
A partir de ese momento se hizo público el guion de Felipe VI ondeando ya en el complejo de la Zarzuela. De damasco carmesí, se diferenciaba del de color azul de su padre. El estandarte contenía ya el nuevo escudo de armas del Rey, del que se habían retirado la Cruz de San Andrés y el yugo y las flechas.

### Juramento ante las Cortes Generales

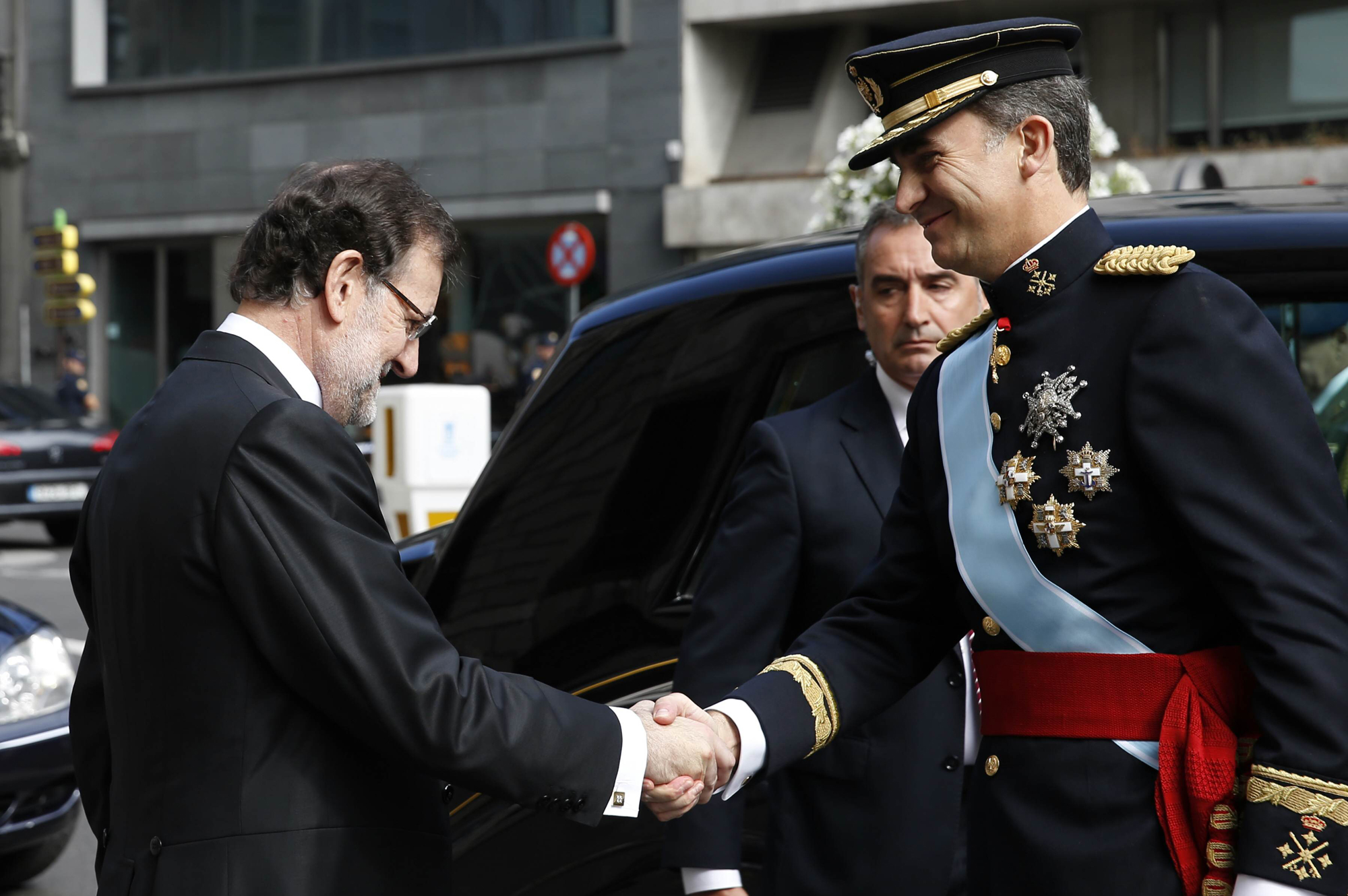
El rey Felipe VI es recibido por el presidente del Gobierno, Mariano Rajoy, en la entrada del Palacio de las Cortes.

Los reyes Felipe y Letizia, junto a sus hijas, la princesa de Asturias y la infanta Sofía, se dirigieron en coche desde el complejo de la Zarzuela hasta el Palacio de las Cortes. Alrededor de las 10:30 horas llegaron a la Carrera de San Jerónimo y fueron recibidos por el presidente del Gobierno y el jefe de Estado Mayor de la Defensa. A continuación, recibieron los correspondientes honores militares con la interpretación del himno nacional en su versión completa. El rey procedió a la revista de las tropas presentes integradas por miembros de los tres ejércitos y de la Guardia Civil.
En la fachada principal que lucía dosel con el escudo de España, recibieron la salutación de los presidentes del Congreso de los Diputados y del Senado. El séquito, encabezado por los maceros de las Cortes, hizo entrada al edificio por la Puerta de los Leones, que solo se abre en ocasiones especiales y solemnes. En el interior, los reyes saludaron a los presidentes del Tribunal Constitucional y del Consejo General del Poder Judicial, de los miembros de las mesas de las cámaras legislativas y del Gobierno.
A continuación, los reyes hicieron entrada en el hemiciclo donde se encontraban reunidos los miembros de las Cortes Generales (diputados y senadores) y del Gobierno. En la tribuna de invitados se encontraban los expresidentes del Gobierno y los presidentes de las comunidades autónomas, entre otras autoridades del Estado. También estaban presentes familiares del rey Felipe, como la reina Sofía, la infanta Elena, las infantas Pilar y Margarita y el esposo de ésta, el Duque de Soria, los reyes de Grecia Constantino y Ana María, el infante Carlos y su esposa la princesa Ana de Francia o el sobrino mayor del Rey, Felipe de Marichalar. La familia de doña Letizia también acudió a la cita.
El presidente del Congreso de los Diputados, desde la tarima transformada de forma especial para la ocasión y en la que estaban la corona tumular y el cetro real, inició la sesión con unas palabras de agradecimiento al anterior monarca, el rey Juan Carlos, y a la inestimable colaboración de la reina Sofía. Se refirió asimismo a la consolidación de la monarquía parlamentaria en las últimas casi cuatro décadas y mostró el respaldo y colaboración para que el nuevo reinado fuese fructífero.
Seguidamente, el presidente de la cámara baja procedió a tomar juramento a Felipe VI, que pronunció las siguientes palabras:

Juro desempeñar fielmente mis funciones, guardar y hacer guardar la Constitución y las leyes y respetar los derechos de los ciudadanos y de las comunidades autónomas.

En ese momento se proclamó el nuevo rey, se hicieron los correspondientes vivas al rey y a España y se interpretaron los acordes del himno nacional.

En cumplimiento de la Constitución, queda proclamado rey de España don Felipe de Borbón y Grecia que reinará con el nombre de Felipe VI. ¡Viva el Rey! ¡Viva España!.

### Mensaje del rey en su proclamación
Uno de los momentos más trascendentes de la jornada fue el mensaje que pronunció ante los miembros de las dos cámaras legislativas españolas. En el mismo expresó el reconocimiento de la Corona ante los depositarios de la soberanía nacional. Mostró esperanza para el futuro de España que la definió como gran nación que ama, en la que cree y admira.
Elogió la entrega de sus padres, los reyes Juan Carlos y Sofía, durante los 50 años al servicio de España.
Expresó su fidelidad a la Constitución y en los valores en que descansa la convivencia democrática. Remarcó que con su proclamación empezaba el reinado de un rey constitucional y que la Corona ha de ejercer una función integradora con los diferentes posicionamientos ideológicos.
Asimismo, se pronunció a favor de que la Corona tenga que buscar la proximidad con los ciudadanos y ganarse su respeto a través de una conducta íntegra y honesta, expresando la voluntad de mostrar una monarquía renovada en unos tiempos nuevos y de ser un punto de encuentro de la cohesión nacional.
En el transcurso de su alocución tuvo un recuerdo a las víctimas del terrorismo.
En relación con la situación social del momento, Felipe VI declaró que hay que proteger a las familias más vulnerables y que la obtención de puestos de trabajo tiene que ser una prioridad de Estado.
En torno a la diversidad territorial española, el rey habló del respeto hacía las distintas lenguas que forman un patrimonio común y habló de mirar al futuro preservando los principios de convivencia, con la voluntad de un país en donde no se rompan los puentes del entendimiento.
Sobre la crisis de las instituciones expresó su voluntad de que los ciudadanos recuperen la confianza hacia estas.
También se refirió a la promoción de la innovación y de la investigación científica.
Finalizó el discurso dando las gracias en castellano, catalán, vasco y gallego.

### Desfile militar
Los actos en el Palacio de las Cortes finalizaron en el exterior del recinto con una parada militar en honor al nuevo jefe de Estado español. Participaron un total de 814 militares y guardias civiles que desfilaron por la Carrera de San Jerónimo en dirección a la plaza de Cánovas del Castillo. El batallón mixto estuvo compuesto por cuatro compañías de los tres Ejércitos Ejércitos de Tierra, Aire, la Armada y de la Guardia Civil. El mando del batallón mixto de honores, la Bandera y su respectiva escolta, la escuadra de gastadores y la banda de música pertenecían al Ejército del Aire. Junto a este desfilaron una compañía del Regimiento Inmemorial del Rey n.º 1 representando al Ejército de Tierra, una compañía de la Agrupación de Infantería de Marina de Madrid representando a la Armada, una compañía del Grupo de Seguridad del Cuartel General del Aire representando al Ejército del Aire y una compañía del Grupo de Reserva y Seguridad n.º 1 de la Guardia Civil que desfilaron con fusiles de época sobre el hombro derecho y con la marcha militar "Los Voluntarios".

### Recorrido por las calles de Madrid
Para el recorrido del nuevo rey por las calles de Madrid y para su proclamación en general se desplegó un amplio dispositivo de seguridad. En la ciudad se desplegaron unos 7000 agentes, entre los que se encontraban 2672 guardias civiles, y unos 4300 policías nacionales y municipales repartidos entre 2100 policías de la UIP (antidisturbios), 120 francotiradores y otros agentes de la Policía Nacional pertenecientes a diversas unidades como GEO y GOES. También se cerró el espacio aéreo, se elevó el nivel de alerta antiterrorista, se restringió el acceso a infraestructuras consideradas críticas e incluso se organizó un dispositivo de vigilancia especial en las redes sociales.
Al abandonar el Palacio de las Cortes los reyes hicieron un recorrido en un automóvil Rolls Royce de época y descapotable hasta el Palacio Real por unas calles engalanadas para la ocasión con cerca de 16 000 flores y unas 120 000 banderas nacionales repartidas por el Ayuntamiento por la ciudad y entre los asistentes. La comitiva pasó por el paseo del Prado, la calle de Alcalá, la Gran Vía, la plaza de España y la plaza de Oriente. El nuevo rey permaneció durante todo el trayecto de pie, saludando al público asistente. 
A su llegada a la plaza de Oriente los Reyes fueron recibidos por el Batallón Mixto de la Guardia Real presentado armas, 21 cañonazos de ordenanza y el himno nacional entre los aplausos del público asistente.
Al llegar al Palacio Real, la Familia Real, junto a los reyes Juan Carlos y Sofía, salieron al balcón central del Palacio para saludar a los presentes en la plaza de Oriente.
No existen aún datos oficiales sobre la cantidad de personas que asistieron al recorrido por las calles de Madrid del nuevo rey, por lo que hubo cierta polémica sobre ello. Mientras que algunos sectores hablaron de éxito de asistencia, señalando que miles de personas se habían echado a la calle, subrayando la ilusión con que la multitud en la plaza de Callao, vitoreaba a las fuerzas de seguridad y alababa la ceremonia; otros mencionaron la escasa afluencia, destacando que en algunos puntos de la marcha apenas se veían asistentes y que en las zonas más concurridas como Gran Vía, era perfectamente posible colocarse en primera línea. 18,2 millones de personas vieron en algún momento la programación especial de TVE que se encargaba de la proclamación (40,9 % de la población), siendo visionada la ceremonia del Congreso por 2,5 millones de personas; mediante la web rtve.es fue seguida por 2,3 millones de visitantes únicos, cuota de audiencia por internet que es un 26 % mayor que la registrada en la final de la Liga de Campeones o la final de la Copa del Rey de fútbol, lo que supuso un récord anual para la televisión pública en la red.
Por otro lado, con motivo de la proclamación, se prohibieron varias manifestaciones de índole republicana en determinadas zonas de Madrid, impidiéndose la exhibición de banderas republicanas en las zonas del recorrido del rey, tanto por particulares como en balcones aledaños. Restricción que en palabras de la delegada del Gobierno en la Comunidad de Madrid, Cristina Cifuentes, fue justificada para evitar un conflicto y provocación entre los manifestantes republicanos y los asistentes al recorrido del nuevo rey, y afirmando que «podían manifestarse por la república, y podían hacerlo incluso ese día, pero lo único que se les dijo es que no podían hacerlo en las zonas acotadas para evitar esa confrontación». Unas 500 personas se manifestaron en Madrid, de las cuales tres fueron detenidas, al intentar rebasar el cordón policial.
Todos estos aspectos de la jornada también han sido reflejados en medios nacionales e internacionales al informar de la proclamación. Los medios internacionales hicieron especial énfasis en la austeridad de la proclamación, calificando la parca ceremonia de digna y ejemplar para los tiempos económicos que vive el país, y destacaron la laicidad con la que se llevó a cabo la coronación.

### Recepción en el Palacio Real
En los salones del Palacio Real los reyes Felipe y Letizia recibieron a unos 2000 invitados, entre los cuales se encontraban los más altos cargos de las instituciones del Estado y representantes de la sociedad civil en general.

### Ausencia de símbolos religiosos
En esta proclamación no se mostraron ni el crucifijo ni el Libro de los Evangelios, algo que no había ocurrido con ninguno de sus antecesores. Tampoco se celebró la tradicional Misa del Espíritu Santo en la Iglesia de san Jerónimo el Real. Sin embargo, en los días siguientes se celebró una eucaristía de coronación en la capilla del Palacio de la Zarzuela a la que acudieron los reyes Felipe y Letizia y Juan Carlos y Sofía.